# Neoguelfen
Als Neoguelfen werden Anhänger einer katholisch geprägten politischen Bewegung im Italien des 19. Jahrhunderts bezeichnet. Sie orientierten sich am zeitgenössischen Liberalismus. Ihr Ziel war es, das Risorgimento, d. h. die Einigung Italiens, nicht in Opposition zur katholischen Kirche durchzuführen, sondern in Zusammenarbeit mit ihr.
Die Bezeichnung Neoguelfismus ist an die der Guelfen angelehnt. Die Guelfen standen im 13. und 14. Jh. als Anhänger des Papstes – im Gegensatz zum Kaiser und seinen Gefolgsleuten, den Ghibellinen. Die ideologischen Gegenspieler der Neoguelfen werden im Kontext dieser als Neoghibellinen bezeichnet.
Als Vorläufer ihrer Bemühungen sahen die Neoguelfen Kardinalstaatssekretär Ercole Consalvi, der im Zeitalter der Restauration die Verwaltung des Kirchenstaats modernisiert hatte und dabei allzu archaische Restaurationsbemühungen vonseiten anderer Kurienmitarbeiter zurückgewiesen hatte.
In seinem Werk Del primato morale e civile degli italiani von 1843 hat Vincenzo Gioberti die theoretischen Grundlagen des Neoguelfismus formuliert. Das Programm des Neoguelfismus zielte auf die Verwirklichung der italienischen Einigung auf der Grundlage einer konföderierten Struktur der bestehenden monarchischen Einzelstaaten unter der zentralisierten Führung des Papstes. Diese Forderung ging einher mit dem Bestreben nach zunehmender Liberalisierung und Demokratisierung der Kirche, der Etablierung eines föderalen Systems und der Betonung der Autonomie der Einzelstaaten. Giobertis Werk wies dabei Parallelen zu Antonio Rosminis Schriften auf. Aufgrund der starken Orientierung an kirchliche Dominanz einerseits und des radikalen Reformprogramms andererseits lehnte sowohl die antiklerikale Partei als auch konservative Kreise in der Kurie Giobertis Werk ab. Kardinalstaatssekretär Luigi Lambruschini verbot seine Verbreitung im Kirchenstaat. Auf der anderen Seite fand es aber einen großen Widerhall in weiten Teilen der italienischen Bevölkerung, auch der spätere Papst Pius IX. war davon beeindruckt. Elemente des Neoguelfismus finden sich weiterhin auch bei Niccolò Tommaseo, Cesare Balbo, Gino Capponi und Carlo Troya.
Trotzdem konnte auch der Wechsel auf dem Stuhl Petri – Pius IX. trat sein Amt 1846 an – dem Neoguelfismus nicht zum Durchbruch verhelfen. Dieser war mit einem Reformprogramm angetreten. Dies weckte unter den Neoguelfen, die nun auf dem Höhepunkt ihres Einflusses angelangt waren, die Hoffnung, ein liberaler Papst könne ihrer Bewegung nützen. Pius IX. lehnte die Idee, das Papstamt könne mit dem Amt des Staatsoberhaupts von Italien verknüpft werden, jedoch ab. Die heutige Forschung bewertet den Liberalismus des frühen Pontifikats von Pius IX. denn auch eher zwiespältig. Zu einem Gutteil spiegele sich darin eher eine Erwartungshaltung seitens der Italiener und weniger eine tatsächliche Überzeugung des Papstes. Hinzu kommt außerdem, dass die Reformbemühungen in den ersten zwei Jahren des Pontifikats von erheblichem Widerstand seitens der Kurie behindert wurden, was den Ruf Pius IX. als Liberalen zusätzlich verstärkte. 1848 machte Pius IX. zunächst Zugeständnisse an die Reformforderungen, was in der Ausrufung der römischen Republik mündete. Doch er unterstützte Piemont, die auf Seiten der lombardischen Aufständischen gegen Österreich zu den Waffen griffen, nicht, was die neoguelfische Bewegung desillusionierte. Im Verlauf des Revolutionsjahrs zeigte sich immer mehr, dass Pius IX. einen Kurswechsel vollzogen hatte, so dass bei der Gründung des Königreichs Italien Kirche und Kirchenstaat nicht beteiligt waren. Die Opposition des Papstes gegenüber der italienischen Einigung führte schließlich zur zwangsweisen Integration der päpstlichen Territorien und zum 60 Jahre andauernden Konflikt zwischen dem Königreich Italien und dem Kirchenstaat.